# 平野敦雄
平野 敦雄（ひらの あつお、1931年5月12日 - 2021年12月30日）は、日本の経営者。東京三菱証券社長を務めた。東京都出身。

## 経歴
1954年に慶應義塾大学経済学部を卒業し、同年に三菱銀行に入行。1984年6月に取締役に就任し、1986年4月に常務、1990年6月に専務を経て、1994年10月には三菱ダイヤモンド証券(のちの東京三菱証券)社長に就任。1998年6月には会長に就任。
2021年12月30日に心不全のために死去。90歳没。